# Albert Duraz
Albert Duraz (Lyon 7e, 7 février 1926 - Lyon 6e, 23 juin 2004) est un orfèvre et créateur de bijoux français contemporain.

## Biographie
Les parents d'Albert Camille Cyrille Duraz, son père représentant de commerce en peinture industrielle né dans la région de Bozel, sa mère originaire d'Albertville, sont savoyards. Son enfance et son adolescence se développent dans un climat familial artistique. En 1929 sa sœur aînée Marie-Antoinette s'inscrit à l'École des Beaux-Arts de Lyon où elle rencontre le peintre Jean Bertholle avec qui elle se mariera. Son frère, Jean Duraz, est écrivain.
Vers 1933 Albert Duraz réalise ses premiers dessins, « très jeune et sans que personne ne s'occupe particulièrement » de lui, confie-t-il. Son frère et son beau-frère participant tous deux dès 1936 aux activités du groupe Témoignage animé à Lyon par Marcel Michaud, plusieurs de ces dessins sont présentés à la deuxième exposition parisienne du groupe en 1939 à la galerie Matières et formes, rue Bonaparte, de René Breteau. « J'ai connu Jean Le Moal, des sculpteurs comme Étienne-Martin et François Stahly ... Évidemment, cela a beaucoup compté dans mon esprit d'adolescent. J'avais douze ans. Ces gens-là m'ont tous encouragé à dessiner ».
Son frère lui fait alors connaître Roger Kieffer, mécanicien dentiste qui crée hors de son travail des bijoux modernes, et l'incite à poursuivre dans cette voie, alors qu'il pensait plutôt à l'école des Beaux-Arts. Après des études, modelage et dessin, en 1941 à l'école de bijouterie de Lyon, rue Sainte-Marie des Terreaux, puis son apprentissage d'orfèvre, de 1942 à 1944, dans une fabrique de bijouterie, Albert Duraz continue d'y travailler durant une année comme ouvrier bijoutier puis dessinateur. Milton à douze ans, Walter Scott, plus tard Edgar Poe, Horace Walpole, Matthew Gregory Lewis, Ann Radcliffe, ses lectures l'orientent vers un romantisme et un climat fantastique, baroque, dont des échos se manifesteront dans ses créations. Ses premiers bijoux vers 1947, écrit François Stahly, « me frappèrent par leur caractère héraldique et secret. Ces bijoux n'étaient pas des frivolités, mais des ornements plus intimes, en quête d'une signification possible ».
En mai 1948 Albert Duraz s'installe à son compte, ouvrant son atelier dans l'appartement de son père, 44 rue Chevreul. « Travaillant dans une fabrique qui était importante, on faisait du bijou très conventionnel. Cela ne me plaisait pas du tout. Comme dessinateur c'est-à-dire créateur, ou comme ouvrier, ce n'était pas très intéressant. J'avais appris mon métier. Donc, je voulais voler de mes propres ailes. Je voulais entreprendre ma propre création ». En décembre, il présente pour la première fois ses bijoux en cuivre, bagues, bracelets, pendentif, à l'occasion d'une exposition collective organisée autour de l'œuvre graphique de Braque par Michaud dans sa galerie Folklore. Deux expositions personnelles de ses créations, bagues, peignes, pendentifs, pectoraux, sont, en décembre 1949 à Lyon et en mars 1950 à Paris, galerie M.A.I., réalisées par Michaud. Dans la revue suisse Werk, François Stahly publie alors un article sur son art. Au début, se souvient Albert Duraz en 1990, « toute la corporation s'est moquée de moi. On me traitait de Picasso du bijou. C'était très dur, j'étais jeune et j'acceptais mal. Et puis je me suis fait une raison, soutenu par le plaisir de créer. Je n'ai plus du tout tenu compte de ces moqueries ». Albert Duraz, résume Lucien Clergue, « s'est probablement glissé, en fraude, dans un monde où il n'était pas attendu ».
En 1951 Roger Planchon demande plusieurs bijoux à Albert Duraz pour La Nuit des rois de Shakespeare qu'il met en scène au parc de la Tête d'Or pour le Festival de Lyon. La galerie M.A.I. présente en mai 1952 ses premières créations en argent. Étienne-Martin, François Stahly, Roger Bissière, Jean Bertholle, le critique Jean-Jacques Lerrant et Michel Seuphor sont, notamment, présents au vernissage. En 1959 lors d'une exposition à Aix-en Provence Albert Duraz rencontre Jean Cocteau qui écrit : « Époque étonnante où chacun possède le génie artisanal de pouvoir donner corps à son rêve. Le rêve d'Albert Duraz est analogue à ceux des nobles orfèvres de la Renaissance ». Bien plus tard Albert Duraz lui-même confiera cependant à ce propos ne pas avoir « tellement une grande admiration pour les œuvres de la Renaissance. Quand on a vu les orfèvres de l'art rhénan du Moyen Âge, du Rhin et de la Moselle (...) cela n'a pas le poids ».
Albert Duraz épouse Nicole Savoye en 1963. Il prête la même année trois pectoraux, une série de bagues et un collier pour la création par Marcel Maréchal, au théâtre du Cothurne à Lyon, de Cavalier seul de Jacques Audiberti, rejoué au Théâtre de la Criée à Marseille et l'année suivante plusieurs pièces pour Tamerlan de Marlowe, également créé par Maréchal. En 1973 il participe semblablement à la reprise de Cavalier seul au théâtre antique de Fourvière. Sous le titre Regards sur les bijoux d'Albert Duraz une exposition de photographies de son beau-frère Émile Savoye est présentée à la galerie Le Pantographe de Paul Mouradian.
Albert Duraz expose en 1984 à Lyon l'ensemble de sa collection de bijoux en argent, en 1985 à Arles 70 bijoux en cuivre dont il fait don au musée Réattu. Il participe en 1989 à l'Hommage à Marcel Michaud organisé à l'Espace Lyonnais d'Art Contemporain. En 1992 est présentée au Musée des arts décoratifs de Paris sa donation de 32 bijoux en argent, en 1994 celle de 12 bijoux en cuivre et 127 en argent au Musée savoisien de Chambéry.

## L'œuvre
Albert Duraz a confié avoir abordé toutes les formes du bijou, bagues, colliers, pendentifs, épingles à cheveux, pendants d'oreilles, pectoraux, jusqu'aux boutons de manchettes. Il les a réalisés en argent, cuivre doré, cuivre rouge, laiton et or, utilisant en complément onyx, lapis-lazuli et grenat. Il a également dessiné des projets de sculptures monumentales (Le satellite, 1984) et de bas-reliefs (1983).
Trois thèmes dominent les analyses qui ont été faites de son art.
A souvent été relevé, tout d'abord, son refus des formes habituelles de la bijouterie. « Les formes d'Albert Duraz ne sont pas tirées du répertoire commun de l'ornementation et de la décoration », observe ainsi Jean-Maurice Rouquette. « Le mérite particulier d'Albert Duraz est sans doute d'avoir aidé la bijouterie actuelle, en France, à sortir de l'ornière du "style" 1925 », note semblablement François Stahly.
Cette analyse a été articulée avec celle de la dimension sculpturale de sa création. Pour Bernard Ceysson, « on ne peut pas plus rattacher les œuvres de Duraz à la bijouterie qu'on ne peut les inclure, pour les glorifier, au rang de la sculpture. (...) on pourrait les décrire comme des sculptures portables ».
Quant aux caractéristiques formelles de ses œuvres, enfin, Albert Duraz a évoqué lui-même les influences qu'il a pu recevoir en ses débuts pour s'en libérer par la suite, les créations médiévales, les arts africain, précolombien, océanien. L'ensemble des écrits qui lui ont été consacrés insiste sur le climat intemporel dans laquelle s'inscrit sa création. « Les bijoux, merveilleux et surprenants, d'Albert Duraz sont peut-être, la manifestation d'un autre monde, d'une autre civilisation, dont les racines plongeraient, au centre de notre inconscient bimillénaire, pour nous dire la sensibilité d'un univers à venir », écrit Alain Vollerin : « On découvre, parmi les deux cents bijoux qu'il a imaginés des constructions ambitieuses, plus proches des recherches des bâtisseurs de cathédrales que des errements des concepteurs de la bijouterie contemporaine ».
« Ce qui m'intéressait dans l'art d'Albert Duraz, c'était essentiellement ce retour dans un passé fort lointain, que je croyais enfoui pour toujours dans les légendes : des tombes pharaoniques, des rois, des princes, les grandes pièces de théâtre du passé... Et puis, tout à coup, dans ce milieu du siècle, quelqu'un avait le goût de reprendre cela, et de le revoir avec un œil de notre temps. (...) Il se situe dans une continuité, dans toute une tradition qui est inscrite dans les millénaires », résume Lucien Clergue.

## Expositions personnelles
- 1949: galerie Folklore, Lyon
- 1950: galerie M.A.I., Paris
- 1952: galerie M.A.I., Paris
- 1961: musée Réattu, Arles
- 1962: centre français d'études et d'informations, Milan
- 1964: centre culturel français, Rome
- 1967: musée-château d'Annecy
- 1969: Vistemboir, Lyon
- 1970: galerie Saint-Georges, Lyon
- 1971-1972: Musée d'art et d'industrie de Saint-Étienne
- 1972: galerie Saint-Georges, Lyon
- 1973: Musée des Ursulines de Mâcon (200 prototypes de bijoux)
- 1975: galerie Saint-Georges, Lyon
- 1984: galerie Paul Grange, Lyon
- 1985: musée Réattu, Arles
- 1992: Musée des arts décoratifs de Paris
- 1996: Musée savoisien, Chambéry

## Expositions collectives
- 1948: galerie Folklore, Lyon
- 1951: galerie M.A.I., Paris
- 1951-1955: salon du Sud-Est, Lyon
- 1953: Institut français de Madrid (exposition itinérante en Espagne et au Maroc)
- 1953: Centre français d'études et d'informations, Milan, avec notamment Pignon, Singier, Gischia et Fernand Léger (tapisseries)
- 1953: salon d'art sacré
- 1954: galerie Les Mages (Alphonse Chave), Vence
- 1958: galerie Chichio Haller, Zurich, avec François Stahly, Jean Bertholle et Jean Le Moal
- 1958: galerie Grange, Lyon
- 1959: galerie L'échelle, Aix-en-Provence
- 1961: Victoria and Albert Museum, Londres
- 1965: galerie L'Œil écoute, Lyon
- 1973: théâtre de Privas
- 1994: Musée Pierre-Noël de Saint-Dié-des-Vosges

## Bijoux pour le théâtre
- 1951 : William Shakespeare, La Nuit des rois, mise en scène de Roger Planchon
- 1963 : Jacques Audiberti, Le Cavalier seul, mise scène de Marcel Maréchal
- 1964 : Christopher Marlowe, Tamerlan, mise scène de Marcel Maréchal

## Collections publiques
- Arles, Musée Réattu, 69 bijoux en cuivre, notamment:
  - Bague, cuivre, 1948
  - Bague, argent, cuivre, 1948
  - Pectoral, cuivre rouge, 1949
  - Oiseau blessé, pendentif, cuivre, 1949
  - Taureau, pendentif, cuivre, 1950
  - Pendentif, cuivre, 1952
  - Bijoux pour Cavalier seul de Jacques Audiberti, monté en 1963 à Lyon par Marcel Maréchal (pectoral, cuivre, 1950; pectoral, cuivre, 1952...)
  - Bague, cuivre doré, 1953
  - Collier de chien, cuivre, laiton, argent, 1956
  - Bracelet, cuivre, laiton, 1954
- Chambéry, Musée savoisien, 12 bijoux en cuivre et 127 en argent, notamment:
  - Pectoral, cuivre sur fond d'argent, 1949
  - Clip ou pendentif, argent, 1952
  - Petite fenêtre espagnole, pendentif, cuivre, laiton, 1954
  - Croix, pendentif, argent, cuivre, 1954
  - Pectoral articulé, cuivre, argent, 1955
  - La prisonnière de l'Escorial, pendentif, argent, 1960
  - Pendentif, argent, onyx, 1961
  - Pendentif, argent, 1967
  - Pendentif, argent, 1980
  - Fleur vénéneuse, pendentif, argent, onyx, 1985
  - Pendentif, argent, 1988
  - Pendentif, argent, onyx, 1992
- Lyon, Musée des Beaux-Arts de Lyon:
  - Bague Grenade, 1948, argent
  - Pectoral, 1958, laiton, cuivre et grenat
  - Pendentif, 1973, argent
  - Le Satellite, 1984, argent
  - Sculpture, 1983, argent
  - Croix murale, 1987, laiton et argent
  - Boutons de manchette, cuivre
  - Sculpture, 1993, laiton
- Mâcon, Musée des Ursulines de Mâcon
  - Bagues et pendentifs
- Paris, Musée des arts décoratifs de Paris, Galerie des bijoux, 32 bijoux en argent, notamment:
  - Bague, argent, 1948[20]
  - Bague, argent, 1948
  - Oiseau blessé, pendentif, argent, 1949
  - Pendentif, argent, 1950
  - Pendentif, Taureau, argent, 1950
  - Bague, cuivre et argent, 1952
  - Soleil, pendentif argent, onyx, 1959
  - La Vénitienne, pendentif, argent, 1960
  - Pectoral, cône, argent, 1960
  - Broche, argent, 1963
  - Broche, argent, 1963
  - Le Coq, clip, argent, 1963
  - Bague, argent, 1964
  - Pectoral, argent, 1965
  - Pendentif, argent, 1973
  - Pendentif, argent, onyx, 1978
  - Les drapeaux, pendentif, argent, 1984
  - Collier, argent, onyx, 1986
  - Pendentif, argent, 1991
- Saint-Étienne, Musée d'Art et d'Industrie de Saint-Étienne
  - Pectoral

### Monographie
- Albert Duraz, Les secrets murmures des bijoux sonores, par Alain Vollerin, Jean-Jacques Lerrant, Jean-Maurice Rouquette, Bernard Ceysson, Lucien Clergue, Lyon, Éditions Mémoire Des Arts, 1996, 96 pages   (ISBN 2-912544-05-X)

### Catalogues

#### Expositions personnelles
- Albert Duraz, bijoux, textes de Jean-Jacques Lerrant et Henry Falconer, Arles, Musée Réattu, juillet-septembre 1961
- Albert Duraz, bijoux, Saint Étienne, Musée d'art et d'industrie, décembre 1971-janvier 1972, 15 pages
- Albert Duraz, bijoux introduction d'Emile Magnien, Mâcon, musée des Ursulines, mars-avril 1973
- Albert Duraz, bijoux, Arles, Musée Réattu, mars-avril 1985
- Albert Duraz, sculptures portables, Musée des Beaux-Arts de Chambéry, juillet-décembre 1996, textes de Raymond Busquet, Bernard Dumontet, Jean-Maurice Rouquette, Alain Vollerin et Jean-Jacques Lerrant

#### Expositions collectives
- Marcel Michaud, Lyon, 1933-1958, Stylclair, Groupe Témoignage, Galerie Folklore, textes de Bernard Gavoty, Lyon, Espace Lyonnais d'Art Contemporain, 1989 [Albert Duraz, p. 76]  (ISBN 2906709271)
- Le Poids du monde. Marcel Michaud (1898-1958), sous la direction de Laurence Berthon, Sylvie Ramond et de Jean-Christophe Stuccilli, Musée des Beaux-Arts de Lyon, 22 octobre 2011 - 23 janvier 2012, Lyon, Fages éditions, 2011, 320 p. (œuvres exposées : L'Araignée, 1948; Oiseau fantastique, vers 1948; La Grenade, vers 1950)  (ISBN 9782849752517)
- Dix ans d'acquisitions, Dix ans de passions, 29 mai - 21 septembre 2015, Musée des Beaux-Arts de Lyon

### Ouvrages généraux
- Alain Vollerin, Le groupe Témoignage de Lyon : 1936-1940, Lyon,  Édition Mémoire des Arts, décembre 2001 [Sur Albert Duraz, p. 80-83]

## Filmographie
- Albert Duraz, les secrets murmures des bijoux sonores, réalisation d'Alain Vollerin, Lyon, Mémoire des arts, 1990 (33 minutes)